# Dorcadion ledouxi
Dorcadion ledouxi là một loài bọ cánh cứng trong họ Cerambycidae.